# Дюшарм Режан
Режа́н Дюша́рм (фр. Réjean Ducharme, нар. 12 серпня 1941 — 21 серпня 2017) — видатний квебекський письменник. Автор кількох глибоких інтелектуальних романів.
Жив у Монреалі. Про нього майже нічого не відомо. Якись час читачі вважали, що це цілком вигадана людина, літературний псевдонім когось іншого.